# Cernay-lès-Reims
Cernay-lès-Reims è un comune francese di 1 361 abitanti situato nel dipartimento della Marna nella regione del Grand Est.

## Società

### Evoluzione demografica
Abitanti censiti